# إدارة الغضب

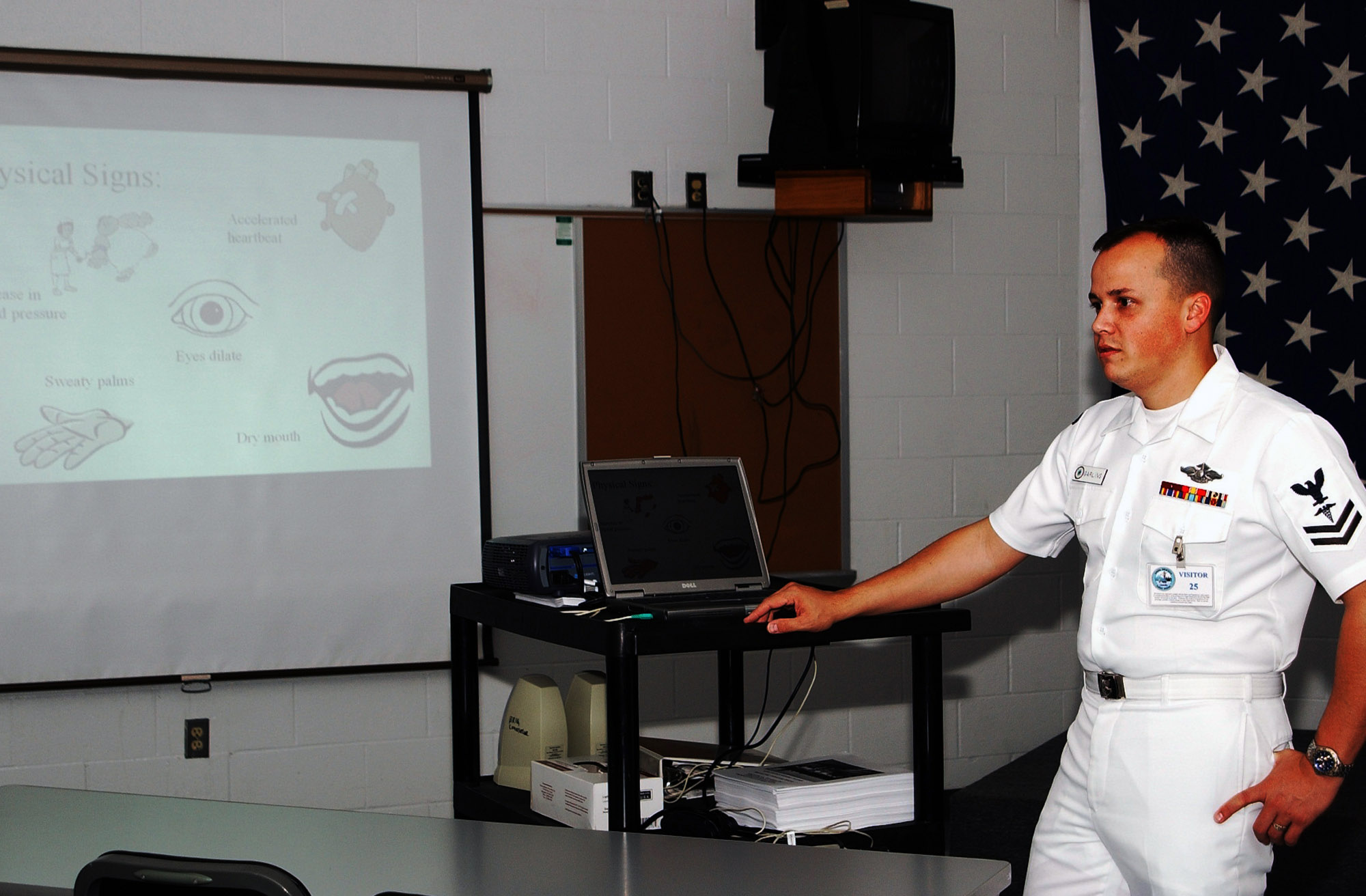
دورة تدريبية في أحد المراكز عن إدارة الغضب

إدارة الغضب هو برنامج علاجي نفسي لمنع الغضب والسيطرة عليه ينطوي على تعلم كيفية نشر الغضب بشكل فعال. غالبًا ما يكون الغضب نتيجة للإحباط، أو الشعور بالعجز عن تحقيق شيء مهم وقد يكون أيضًا استجابة دفاعية للخوف الكامن أو مشاعر الضعف أو العجز. تعتبر برامج إدارة الغضب دافعًا ناجمًا عن سبب محدد يمكن تحليله ومعالجته بشكل منطقي.

## نبذة
يشير مصطلح (إدارة الغضب) عادة إلى نظام من التقنيات العلاجية النفسية والتدريبات التي يمارسها شخص ما، يعاني من الغضب والعدوان المفرِطين اللّذين لا يمكن التحكم بهما، وقد يشير هذا المصطلح أيضًا إلى الحد من درجات الانفعالات وآثار حالة الاهتياج. وفقًا لأستاذ علم النفس في جامعة "ST. JHON "Ray DiGiuseppe" "بما أنه تم اعتبار الغضب نوعًا ثانويًا من أنواع الانفعالات وفقًا لأغلب النظريات الإكلينيكية (علم النفس الإكلينيكي) فإنه لم يتم اعتبار اضطرابات الغضب جزءًا من الصيغة الحالية الـ DSM-IV-TR والذي يعرف بالدليل التشخيصي والإحصائي لتنقيح نصوص الاضطرابات العقلية. وعلى الرغم من ذلك تحدثت "Eva L. Feindler" خبيرة في حالات الغضب عن «الاضطرابات المتعلقة بالغضب». كتب DSM-IV-TR، وبعد الإطلاع على النتائج الحالية للدراسات المتعلقة بشأن علاج الغضب كتب "DiGiuseppe" مشيرًا إلى: لقد استنتجنا أن في أثناء تطوير بعض الأساليب الناجحة لعلاج الغضب أن هذه الأساليب لم تكن فعالة بدرجة كافية مقارنةً بالأساليب العلاجية التي تم اتباعها لعلاج القلق والاكتئاب.
وفيما يتعلق بالغضب بين الأشخاص، توصي الدكتورة إيفا Feindler الأشخاص أثناء المرور بلحظة غضب أن يحاولوا معرفة ما إذا كانوا سيدركون مصدر هذا الغضب المزعوم. وأشارت إلى أنَ التعاطف قد يكون صعبًا جدًا عندما يكون الشخص غاضبًا، وقد يكون تفهُّم وجهة نظر الطرف الآخر مهلكة عندما يتملك الشخص الغضب، إلا أنَ ذلك قد يتحول إلى عادة متأصلة فيه. وبالطبع، عندما يكون الشخص الغاضب في حالة تخوله للتفكير بوجهة نظر الآخرين فإن ذلك السخط عادةً ما يضمحل.
وقد يشير مصطلح «إدارة الغضب» في بعض الأحيان إلى العملية التعليمية التي من خلالها يتعلم الطلاب قضايا الغضب الأساسية. فعلى سبيل المثال، نادرًا ما يفرق الأشخاص بين الانفعال الناتج عن الغضب والسلوك الذي يتبناه الشخص في حالة الغضب.

## تاريخ
لوحظت الآثار السلبية للغضب عبر التاريخ. قدم الفلاسفة القدماء، والرجال الأتقياء، وعلماء النفس المعاصرين النصائح لمواجهة الغضب الذي يبدو أنه لا يمكن السيطرة عليه. اقترح سينيكا الأصغر (4 ق.م - 65 م) في عمله (دي إيرا) استراتيجيات مثل تجنب مواقف المواجهة، واعتماد وجهة النظر، والامتناع عن إثارة الأفراد المعرضين للغضب. ردد فلاسفة آخرون مثل جالينوس نصيحة سينيكا، وأوصوا بالبحث عن مرشد للمساعدة في تقليل الغضب. خلال العصور الوسطى، غالبًا ما كان الأفراد بمثابة أمثلة لضبط النفس وعملوا كوسطاء في النزاعات الناجمة عن الغضب. تروي سير القديسين في كثير من الأحيان حالات الشفاعة لعامة الناس من غضب الحكام المحليين. أحد الأمثلة الشهيرة هو قصة القديس فرنسيس الأسيزي والذئب المجازي جوبيو.

## في الإسلام

### استراتيجيات التعامل مع الغضب
في الدين الإسلامي يوصي أتباعه ببعض الأعمال والتوصيات التي تحد من الغضب ومنها:
1. الاستعاذة بالله من الشيطان الرجيم.
2. استحضار الأجر العظيم عند العفو.
3. كظم الغيظ من أفضل الأعمال.
4. الإكثار من ذكر الله ودعائه.
5. اعلم أن القوة في كظم الغيظ.
6. البحث عن النصيحة.
7. إفشاء السلام لجلب المحبة.
8. التمس لأخيك سبعين عذرا.
9. الابتعاد عن الحسد والغيرة والكبر.
10. خيركم من يبدأ بالسلام.
11. قال تعالى ”والذين يسارعون إلى الخيرات وهم لها سابقون“.
12. عدم التدرج إلى الأسوأ
13. التفاؤل وترك التشاؤم.
14. عبر عن نفسك.
15. الجواب اللين.
16. السكوت وترك النقاش.
17. العتاب دون الافراط.
18. التفكير قبل الكلام.
19. الوضوء.

### استراتيجيات نفسية في التعامل مع الغضب
1. تغيير البيئة المحيطة.
2. تمارين التنفس والتأمل مع الذكر.
3. التفكير الإيجابي.
4. مراقبة نفسك عند الغضب.
5. التفكير في حل المشكلة لا بالمشكلة.
6. العفو هو الممحاة التي تزيل آثار الماضي المؤلم.
7. العفو ملك لك وليس لمن أساء إليك.
8. أن تصبح البطل بدلا من أن تكون الضحية.
9. يمكن لأي شخص أن يتعلم مهارة العفو.